# ملکه و من
ملکه و من یا شهبانو و من (به انگلیسی: The Queen and I) فیلمی مستند، ساختهٔ ناهید پرسون سروستانی است. این فیلم به گفتگوهای ناهید سروستانی با فرح دیبا ملکهٔ سابق ایران، و برخورد این دو زن (فیلمساز، که در زمان حکومت شاهنشاهی پهلوی مخالف رژیم شاه بود و فرح دیبا که ملکه بود)، و بُرش‌هایی از زندگی فرح می‌پردازد.
این فیلم در جشنوارهٔ سینماییِ ساندَنس در سال ۲۰۰۸ میلادی به‌نمایش درآمد، و در سال ۲۰۰۹ نیز در جشنواره‌های فیلم لس آنجلس و گوته‌برگ نیز شرکت داشت.
ناهید سروستانی در گفتگویی با نشریه شهروند می‌گوید بعد از ساختن فیلم، دیدگاهش نسبت به فرح دیبا مقداری تغییر کرده است. برای مثال، او فرح را از خودش نیز بیشتر دارای گرایش چپ می‌بیند. در پاسخ به این پرسش که چرا این موضوع از فیلم برداشت نمی‌شود، می‌گوید اطرافیان فرح اجازه نمی‌دادند وی به راحتی حرف بزند.